# Décret-loi du 23 octobre 1935
Code de la sécurité intérieure (art. L211-1 à L211-4 et art. L211-12 à L211-14)
Le décret-loi du 23 octobre 1935 est un décret-loi français régissant les manifestations sur la voie publique. Pris le 23 octobre 1935 par le président de la République, Albert Lebrun, il est abrogé par l'ordonnance no 2012-351 du 12 mars 2012 qui en codifie les dispositions dans le Code de la sécurité intérieure.

## Contexte
La loi du 7 juin 1848, relative aux attroupements, prévoit la dispersion par la force des rassemblements jugés dangereux et l'article 6 de la loi du 30 juin 1881, sur la liberté de réunion, interdit le droit de réunion sur la voie publique.

## Contenu
Le décret-loi soumet à l'obligation d'une déclaration préalable tout cortège, défilé, rassemblement de personnes et, de manière générale, toute manifestation sur la voie publique. La déclaration doit être déposée au moins trois jours avant la manifestation à la mairie de la commune concernée. L'autorisation ou l'interdiction de la manifestation est, en dernier ressort, de la compétence du préfet.

## Abrogation-codification
L'article 4 du décret-loi est abrogé depuis le 1er mars 1994.
Le décret-loi est abrogé depuis le 1er mai 2012,. Mais ses dispositions ont été codifiées dans les articles L211-1 à L211-4 et L211-12 à L211-14 du Code de la sécurité intérieure.